# Einsteinsche Postulate
Als Einsteinsche Postulate werden zwei entscheidende Grundannahmen bezeichnet, die Albert Einstein 1905 in seiner Arbeit Zur Elektrodynamik bewegter Körper traf, um auf diesen die spezielle Relativitätstheorie zu begründen.
- Das erste Postulat ist das Relativitätsprinzip und besagt, dass physikalische Gesetze invariant gegen den Wechsel des Inertialsystems sind, das heißt, dass sie in allen Inertialsystemen gleich sind. Aus diesem Grund lässt sich prinzipiell keine absolute Bewegung feststellen, sodass alle Bewegungen als relativ angesehen werden müssen.
- Das zweite Prinzip ist die Konstanz der Lichtgeschwindigkeit. Es besagt, dass die Lichtgeschwindigkeit unabhängig vom Bewegungszustand der Lichtquelle ist.

Aus beiden Postulaten folgt unmittelbar, dass die Lichtgeschwindigkeit in jedem Bezugssystem (in anderen Worten: unabhängig vom Bewegungszustand des Beobachters) denselben Wert hat. 
Diese Postulate bilden eine axiomatische Grundlage für die spezielle Relativitätstheorie und führten dazu, dass wesentliche Prinzipien der klassischen Physik wie die Galileitransformation erweitert und der Begriff der Gleichzeitigkeit neu definiert werden musste.